# The Box
The Box er et bokssæt fra det norske black metal-band Taake. Det blev udgivet i august 2004 gennem Perverted Taste Records i kun 888 eksemplarer og består af billed-lp'er af bandets to første studiealbum – Nattestid Ser Porten Vid og Over Bjoergvin Graater Himmerik – samt opsamlingsalbummet Helnorsk Svartmetall. Derudover kom bokssættet sammen med en eksklusiv t-shirt.

## Spor
Alle sange er skrevet og komponeret af Ulvhedin Hoest
1999 – Nattestid Ser Porten Vid
1. "Vid I" – 05:55
2. "Vid II" – 05:34
3. "Vid III" – 04:31
4. "Vid IV" – 04:35
5. "Vid V" – 04:10
6. "Vid VI" – 07:33
7. "Vid VII" – 09:37

2002 – Over Bjoergvin Graater Himmerik
1. "Over Bjoergvin Graater Himmerik I" – 04:52
2. "Over Bjoergvin Graater Himmerik II" – 06:41
3. "Over Bjoergvin Graater Himmerik III" – 06:12
4. "Over Bjoergvin Graater Himmerik IV" – 06:31
5. "Over Bjoergvin Graater Himmerik V" – 06:23
6. "Over Bjoergvin Graater Himmerik VI" – 04:02
7. "Over Bjoergvin Graater Himmerik VII" – 04:24

2004 – Helnorsk Svartmetall
1. "Blant Soelv & Gull i Moerket" – 06:56
2. "Marerittet" – 01:31
3. "Trolldom" – 04:25
4. "Eismalsott" – 03:04
5. "Manndaudsvinter" – 03:14
6. "Tykjes Fele" – 02:15
7. "Trolldom" – 04:45
8. "Omfavnet av Svarte Vinger" – 05:45
9. "Et Skaldekvad i Hellig Blod" – 07:16
10. "Rasekrig" – 06:02